# Römningen
Römningen är en sjö i Älmhults kommun i Småland och ingår i Helge ås huvudavrinningsområde. Sjön är 3,7 meter djup, har en yta på 3,75 kvadratkilometer och befinner sig 121 meter över havet. Sjön avvattnas av vattendraget Lillån (Prästebodaån). Vid provfiske har bland annat abborre, braxen, gers och gädda fångats i sjön.

## Delavrinningsområde
Römningen ingår i det delavrinningsområde (627505-138324) som SMHI kallar för Utloppet av Römningen. Medelhöjden är 129 meter över havet och ytan är 14,01 kvadratkilometer. Räknas de 9 avrinningsområdena uppströms in blir den ackumulerade arean 262,53 kvadratkilometer. Lillån (Prästebodaån) som avvattnar avrinningsområdet har biflödesordning 2, vilket innebär att vattnet flödar genom totalt 2 vattendrag innan det når havet efter 126 kilometer. Avrinningsområdet består mestadels av skog (45 procent) och jordbruk (13 procent). Avrinningsområdet har 3,74 kvadratkilometer vattenytor vilket ger det en sjöprocent på 26,6 procent.

## Fisk
Vid provfiske har följande fisk fångats i sjön:
- Abborre
- Braxen
- Gärs
- Gädda
- Karpfisk obestämd
- Löja
- Mört
- Siklöja
- Gös